# Шаповалов, Фёдор Кузьмич
Фёдор Кузьми́ч Шапова́лов (26 сентября 1923, с. Великое Белореченский район Краснодарского края — 29 июля 1977, Севастополь) — военный, майор, участник Великой Отечественной войны.

## Биография

### Довоенные годы
Родители: Мать — Дарья Филипповна в годы гражданской войны в составе конного красногвардейского отряда И. А. Кочубея участвовала в боях за Екатеринодар, Ростов-на-Дону, Воронеж. Отец — Кузьма Петрович Шаповалов в годы гражданской войны командовал батареей артиллеристов 4-й дивизии Конармии С. М. Будённого. До Великой Отечественной войны работал зоотехником, а летом 1942 г. добровольцем ушёл на фронт, став командиром расчёта 120-мм миномётов 761 стрелкового полка 317 дивизии. Погиб в августе 1943 г. во время Новороссийско-Таманской операции.
Шаповалов Фёдор Кузьмич жил в с. Раздольная, в 1939 г. поступил учиться в Тихорецкий железнодорожный техникум.

### Великая Отечественная война
В первые дни войны был направлен в Орджоникидзевское Краснознамённое военно-пехотное училище, откуда был распределён в 103-ю отдельную курсантскую стрелковую бригаду, формировавшуюся согласно Постановлению Государственного комитета обороны от 3 января 1942 г . В её составе принял участие в оборонительных боях за станицы Таманского полуострова, Северного Кавказа и г. Новороссийска.
12 сентября 1942 г. при оставлении войсками западной части г. Новороссийска, был эвакуирован в г. Геленджик.
С сентября 1942 г. по сентябрь 1943 г. Шаповалов Ф. К. служил в 1133 стрелковом полку: командовал взводом разведки, затем стрелковой ротой. Участвовал в боях по обороне Северного Кавказа, в прорыве «Голубой линии» — Новороссийско-Таманской операции. При освобождении станиц Северного Кавказа был тяжело ранен и направлен на лечение в госпиталь г. Кисловодска.
В сентябре 1943 г. продолжил боевой путь в составе 1050 стрелкового полка 301 дивизии 9 корпуса 5-й армии.
Фёдор Кузьмич участвовал в боях за освобождение территории СССР от фашистских захватчиков: Украины, Молдавии — в Ясско-Кишинёвской операции.
В странах Восточной Европы Шаповалов Ф. К. командовал 2-м батальоном во время Ковельского наступления, боёв в Польше, Висло-Одерской операции.
В ходе боёв за Берлин 2-й батальон 1050 стрелкового полка участвовал в штурме городка военно-инженерного училища в Карлсхорсте, зданий школы гестапо, министерства авиации, а 1 и 2 мая 1945 г. — рейхсканцелярию и фюрербункер Гитлера. Среди трофеев батальона — жезл фельдмаршала Роммеля и личный штандарт Гитлера. На последней оперативной для фашистской армии карте г. Берлина, которая лежала на столе у Гитлера, стоят подписи майора Шаповалова Ф. К. и генерала Ф. Е. Бокова.

### Послевоенное время
С 1946 г. Шаповалов Ф. К. работал в г. Мурманске: начальником АХО Рыбного порта (1946—1950 гг.), заведующим промышленного отдела Микояновского (с 1957 г — Октябрьский) района ВКП(б) (1950—1962 гг.), начальником отдела кадров Рыбного порта (1962—1965 гг.), ходил в море на судах Севрыбхолодфлота (1965—1970 гг.). В 1951 г. был избран депутатом Микояновского районного Совета депутатов трудящихся г. Мурманска.
В 1970 г. переведён на административную работу в Югрыбхолодфлот в г. Севастополь. После встречи в г. Севастополе художника Головченко К. А. с Шаповаловым Ф. К. летом 1974 г. было положено начало галерее портретов ветеранов 5-й Ударной армии — участников штурма имперской канцелярии Гитлера.
Ф. К. Шаповалов скончался 29 июля 1977 года.

## Награды

### СССР
- Орден Отечественной войны I степени
- Орден Отечественной войны II степени
- Орден Красной Звезды
- Орден Октябрьской Революции
- Орден Суворова 3 степени
- Медаль «За отвагу»
- Медаль «За боевые заслуги»
- Медаль «За победу над Германией в Великой Отечественной войне 1941-1945 гг.»
- Медаль «За освобождение Варшавы»
- Медаль «За взятие Берлина»

### Иностранные государства
- Медаль «За укрепление братства по оружию» (ГДР, 1974 год)

## Сочинения
- Шаповалов Ф. К. Перед фашистским логовом // Молодой коммунист. № 6/ 1973. С 58-60.
- Шаповалов Ф. К. Штурм имперской канцелярии // Знамя. № 5/ 1974. С. 161—168
- Шаповалов Ф. К. Дважды Герой… посмертно // Рыбный Мурман. — 24, 29 марта. 1974 г.
- Шаповалов Ф. К. Бой за Карлсхорст. Воспоминания комбата. // Знамя № 4/ 1975.

## Командиры
- 103-й стрелковой курсантской бригадой командовал полковник Руденко А. М.
- 47-й армией командовали генерал-майор Г. П. Котов, с 07.09.1942 г. генерал-майор Гречко А. А.
- 339-й Ростовской стрелковой дивизией командовал полковник Кулаков Т. С.
- 1133-м Таганрогским стрелковым полком командовал подполковник Заяц И. Г.
- 5-й ударной армией командовал генерал-полковник Берзарин Н. Э.
- 9-м Краснознамённым, ордена Суворова 2 степени Бранденбургским стрелковым корпусом командовал генерал-лейтенант Рослый И. П.
- 301-й гвардейской Сталинской стрелковой дивизией командовал полковник Антонов В. С.
- 1050 стрелковый полк был сформирован из личного состава 34-й отдельной морской стрелковой бригады. Командовал полком подполковник Гумеров И. И.